# El Villar (Madrid)
El Villar es un pueblo desaparecido, y no solo despoblado, actualmente integrado en el municipio de Robledillo de la Jara, en la Comunidad de Madrid.

## Localización
Se halla en la margen derecha del arroyo también llamado del Villar, afluente del río Lozoya por su izquierda, y junto al cruce de los antiguos caminos de Berzosa del Lozoya a Cervera de Buitrago, de Cervera de Buitrago a Manjirón y de Robledillo al Molino del Villar. El sitio dista dos kilómetros, por la carretera M-127, de la actual presa de El Villar, así llamada por su ubicación junto al histórico Puente del Villar, hoy sumergido en el embalse, a unos 50 metros del muro, y que no debe confundirse con el actual puente acueducto de aguas abajo de la presa, popularmente llamado Puente del Canal, construido a principios del siglo XX formando parte del entonces denominado Canal Transversal y hoy Canal de El Villar para llevar agua a Madrid desde el embalse de El Villar.

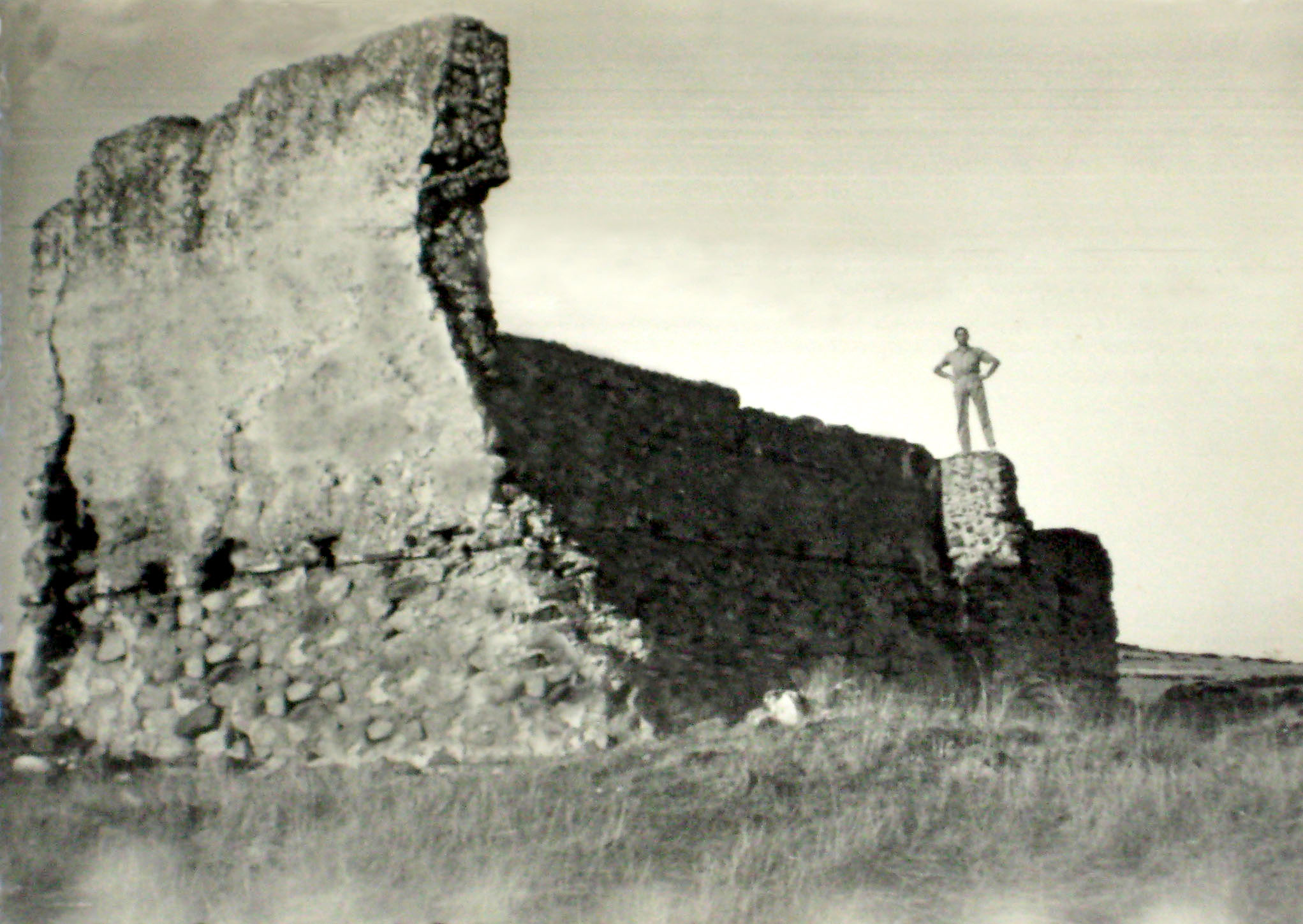
En 1967 quedaban dos paredones de la iglesia de El Villar

## Historia
Se cree probable que el caserío procediera de un antiguo asentamiento romano, ya que de procedencia romana es el topónimo Villar, (del latín villaris, villa, pueblo pequeño), precisamente uno de los pocos que se conocen por la zona norte de Madrid con etimología anterior a la Reconquista.
El lugar es mencionado en el Libro de la Montería de Alfonso XI de Castilla (1350), pero sin decir si estaba despoblado o no; sólo que “El Carrafcal del Uillar (actual Carrascalejo), que es entre el Uillar y Sancta Yllana (actual Santillana), es buen monte de Puerco en tiempo de las vuas (uvas) e de los panes, e fon las bozerias por allende del rio. E fon las armadas en el camino que va del Uillar a Ceruera (actual Cervera de Buitrago)”.

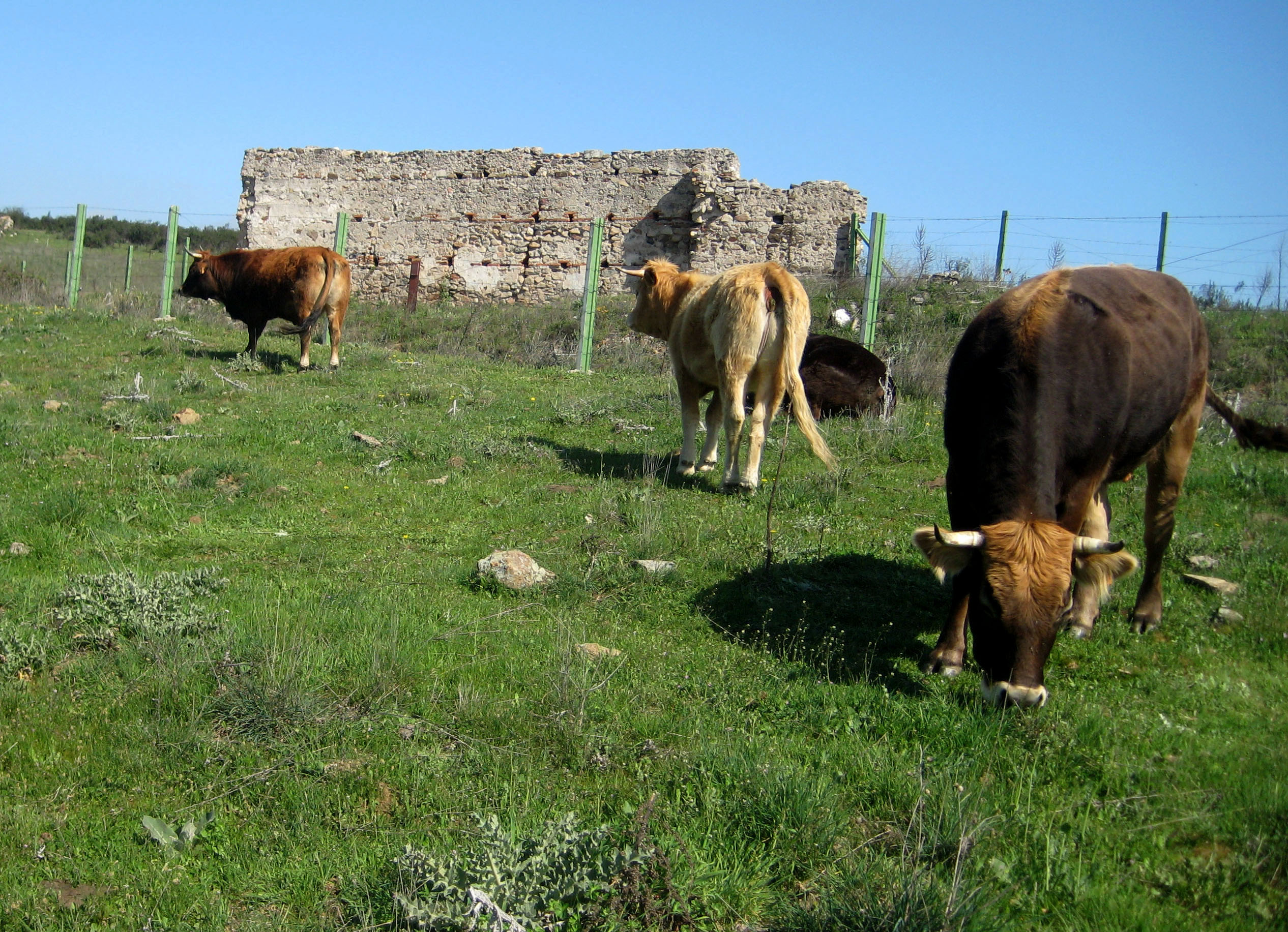
En 2011 todavía perduraba uno de los paredones de la antigua iglesia de El Villar

No se sabe cuándo se despobló el caserío, pero sí que a finales del siglo XVI ya lo estaba, pues en un pleito que tuvo lugar en 1594 "en la Villa de Madrid", una de las partes estaba representada por Rodrigo de Orozco, "vecino de la Villa de Buitrago y heredero del Lugar del Villar, que es un Lugar despoblado de la jurisdiccion de la dha Villa, por si y en voz y en nombre de los demas herederos o vecinos del dho Lugar (…)”; la parte contraria era el concejo de Robledillo, y ambos litigantes defendían para sí los derechos de aprovechamiento de “el exido del Villar (…) que esta xunto al dho Lugar del Villar”.  Según Orozco, a los de Robledillo no les pertenecía “parte alguna, ni por su exido propio del dho Lugar del Villar, que es lugar distinto y apartado del dho Lugar de Robredillo", y que su aprovechamiento pertenecía "al dho Rodrigo de Orozco y los demas sus consortes, como herederos y vecinos del dho Lugar (...)”; Robledillo en cambio lo reclamaba como “propio suyo, publico y comun para sus vecinos, los cuales abian pacido, y podian pacer, con sus ganados, y tenian heredades y sus vienes rayces en dho Lugar del Villar, y hera de su Diezmeria y anejo al dho concejo y como tal administraba Justicia, y ponia mayordomo para coger los frutos desde que el dho Lugar se despoblo (...)”

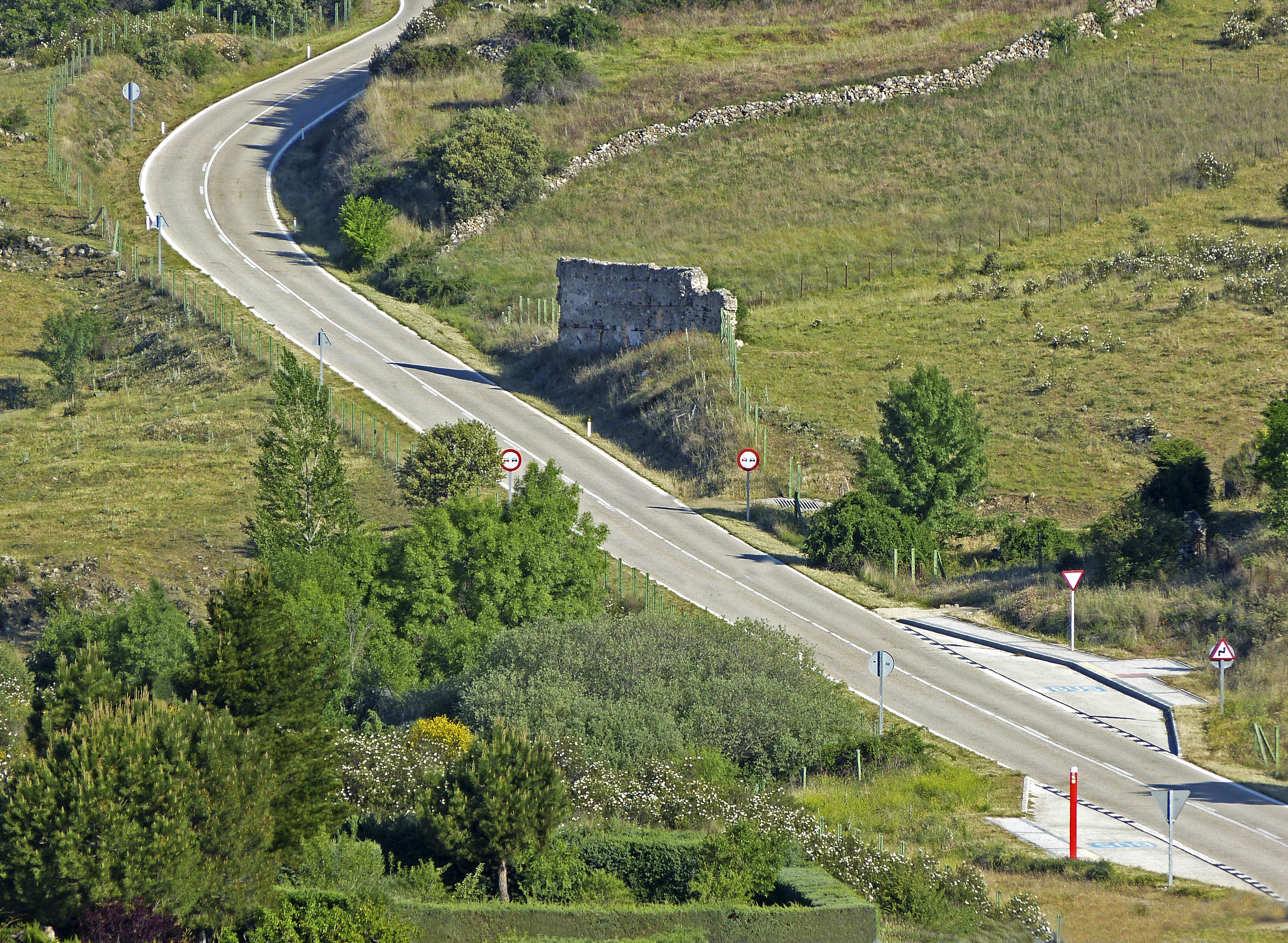
Paraje de El Villar

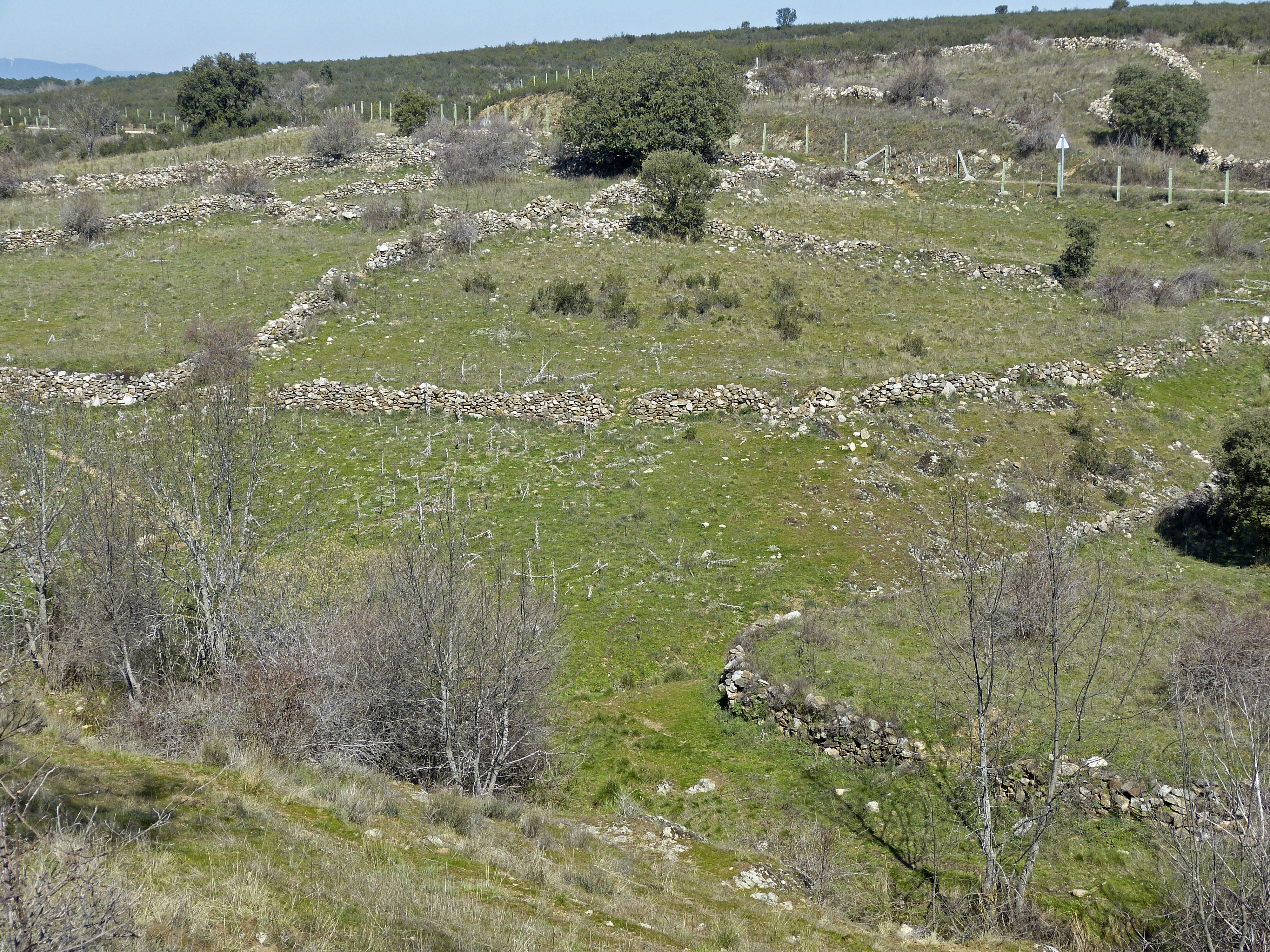
Paraje de Las Cerquillas del Villar

El litigio terminó en acuerdo “por ebitar las costas y gastos q.e en el se hande azer, y por bien de paz y concordia, y por conserbar la ermandad, y amistad q.e es justo q.e aia entre los vezinos del dho lugar de Robredillo, y los errederos ebezinos del dho Villar (...), (...) y por la presente se conbienen y conziertan en q.e por cada una de las dhas partes se aia de estar y pasar y cumplir, y guardar cada uno, por lo q.e le toca lo seguido; (...) q.e el dho ejido del Villar se aia de quedar, y quede (...) por pasto y para pasto y aprobecham.to comun, entre los vecinos del dho lugar de Robredillo de la Jara, y los Herrederos e vezinos del dho lugar del Villar (...) para siempre jamas (…)” 
En 1566 hubo una junta en Robledillo para establecer ordenanzas de viñas, cuya acta empieza así: “En Robredillo ocho dias del mes de dizienbre año del señor de myll y quinientos y sesenta y seis años. Este dho dia estando presentes todos los herederos de viñas ansi de las viñas del termyno de cerbera como del termyno del villar que son vecinos de rrobredillo…” Según esto, los herederos de viñas de El Villar eran vecinos de Robledillo, lo cual no significa que el caserío tuviera que estar ya despoblado, pues podrían seguir viviendo en él otros vecinos que no tuvieran viñas; pero El Villar no es mencionado en el padrón de moneda forera de 1548 ni en el de 1554, y estas ausencias sí parecen indicar que estaba deshabitado. Lo que sí deja claro el acta de las ordenanzas es que la iglesia de El Villar permanece activa, pues en uno de sus preceptos se dice: “…el que descepare viñas cayga e yncurra en pena de tres myll mrs. La quarta parte para nra. Señora del villar y la otra quarta parte para la yglesia de señor sam pedro de rrobredillo y la otra mitad para los herederos de las dhas viñas”.

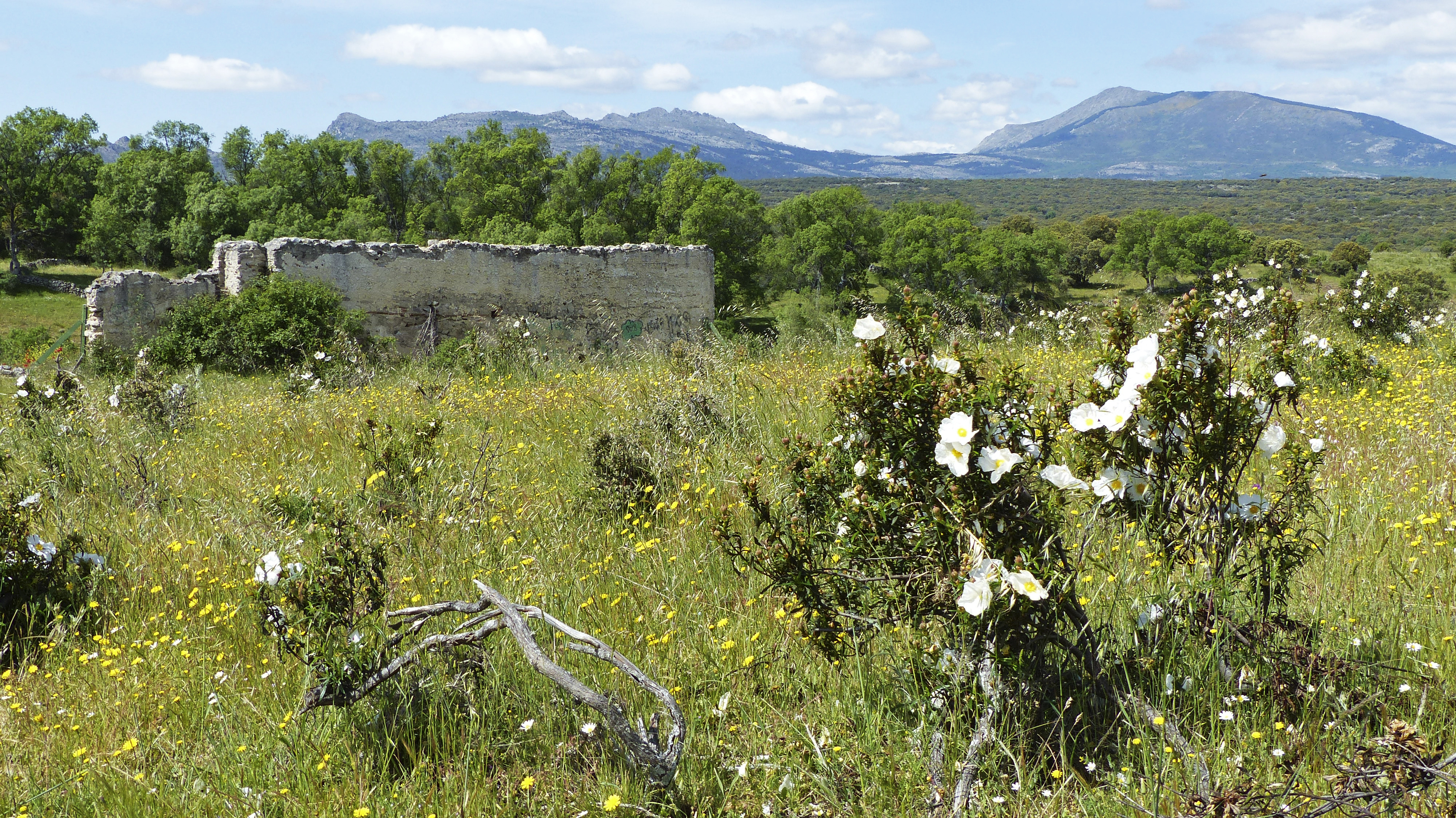
Fachada posterior de la antigua iglesia de El Villar

En 1612 el concejo de Robledillo compró por 12.000 reales al vecino de Buitrago (Buitrago del Lozoya) Juan de Orozco -supongamos que descendiente de Rodrigo de Orozco-, “una heredad de tierras y casas y viñas y prados" que tenía "en El Villar y su Dezmeria, que confina con las heredades de vecinos deste lugar” de Robledillo. De este párrafo cabe deducir que la heredad de Juan de Orozco, aunque fuese muy considerable, no constituía la totalidad del término de El Villar, sino que confinaban con ella otras heredades de vecinos de Robledillo. Estos se habían apresurado a comprar la heredad en venta porque el pueblo tenía poco término y, además, el referido don Juan se comía con sus ganados los panes y viñas de los vecinos de Robledillo, y al ser los Orozco “hombres poderosos, los vecinos se quedaban con sus daños sin lo poder cobrar ni rremediar”. Para hacer frente al pago de la compra, Robledillo vendió 1.500 pies de encinas de su dehesa de Casasola, con la previa autorización del duque del Infantado y a condición de que se “cortasen solo las encinas mas viejas y tachosas”; y al año siguiente, un molino harinero que el concejo tenía en el término de El Atazar, supuestamente en el río Riato, paraje de Las Vihuelas.
A pesar de su desaparición como asentamiento urbano y de que a partir de 1612 todo su territorio había quedado en propiedad del concejo y vecinos de Robledillo, parece ser que El Villar siguió conservando durante muchos años su identidad como término municipal y dezmería, pues, por ejemplo, a la primera pregunta del Catastro de Ensenada (1751) de Robledillo, se responde: “...en el territorio desta Aldea se comprehende el termino y Dezmeria de otra Aldea Despoblada llamada del Uillar, la qual usan los vecinos deste Pueblo del mismo modo que de su propio termino y solamente esta separado para la Diezmeria”.

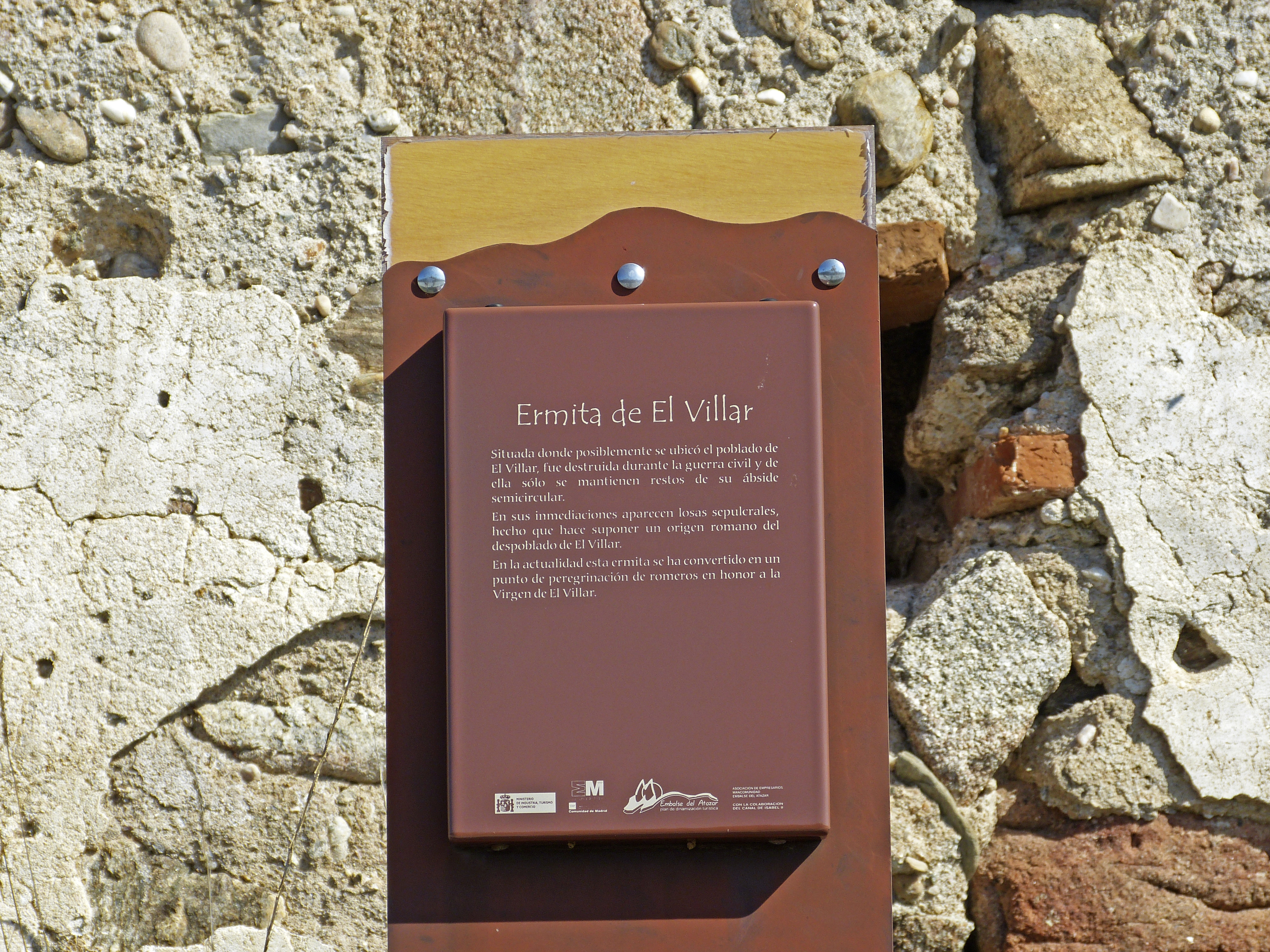
Disparatada información junto a la antigua iglesia de El Villar

A raíz de cuando desapareció el caserío, su templo, sin duda más resistente que las demás casas del poblado, debió de quedar en aceptable estado y ser utilizado en lo sucesivo para algún culto esporádico, propio de las ermitas, por parte de los feligreses de Robledillo, de cuya práctica parece provenir el topónimo Ermita del Villar con que el paraje ha venido denominándose hasta nuestros días. Incluso actualmente se sigue yendo al lugar en romería desde Robledillo, cada primer domingo de mayo si hace buen día, o el siguiente domingo si no. Esta romería, llamada por los lugareños Procesión de la Ermita, incluye el traslado en andas de la Virgen del Rosario, patrona de Robledillo, unos ritos en su honor, la típica subasta de varas y comida campestre después.
Hoy, los indicios visibles del antiguo poblado se reducen a un paredón de la iglesia y los cimientos de su ábside, semicircular y en el extremo oriental del templo, ignorándose si permanece bajo tierra algún otro vestigio. Hasta alrededor de 1970 eran dos los paredones conservados, los mismos que se habían mantenido en pie al menos durante todo lo transcurrido del siglo XX y parte del siglo XIX, según oímos atestiguar a nuestros coetáneos más longevos; pero cuando se realizó el desvío de la carretera M-127 para evitar el embalse de El Atazar, se prefirió hacerla pasar por allí en lugar de por otro sitio y fue demolido uno de ellos, eso sí, el más corto.
En las inmediaciones hay diversos cercados, que constituyen el paraje de las Cerquillas del Villar, pero hasta ahora no se han detectado síntomas de que algún tramo de las paredes que los delimitan coincida con cimentaciones de las casas desaparecidas; tampoco hay constancia de que procedan de ellas los mampuestos de dichos cercados, cuya condición de pedruscos de la zona no lo impediría, pues los labriegos parece ser que han tenido la costumbre de construir sus casas, sobre todo las humildes, con las piedras que más a mano hallaban. 